# Bajerov
Bajerov (in ungherese Bajor, in tedesco Bayersdorf) è un comune della Slovacchia facente parte del distretto di Prešov, nella regione omonima.